# Gremlins 2 - La nuova stirpe
Gremlins 2 - La nuova stirpe (Gremlins 2: The New Batch) è un film del 1990 di Joe Dante, seguito di Gremlins (1984).
Rispetto al predecessore, la comicità del film è incentrata molto meno sull'umorismo nero e, al contrario, risulta più ricca di elementi demenziali e parodistici, citazioni e situazioni meta-referenziali. L'intento del regista era quello di satirizzare il primo film e il fenomeno dei seguiti cinematografici.
In Italia è uscito al cinema venerdì 26 ottobre 1990 distribuito dalla Warner Bros. Italia, con abbinato il cortometraggio d'animazione Box-Office Bunny.

## Trama
Billy è cresciuto e ora vive a New York con la fidanzata Kate. Entrambi lavorano alla Clamp Enterprises, in un grattacielo a Manhattan: lui come impiegato, lei come guida turistica. Intanto, l'anziano signor Wing sta per morire e la Clamp intende demolire il suo negozio per fare spazio a nuovi edifici dell'impresa. Nel magazzino vive ancora Gizmo, che è sempre triste poiché non ha nessuno con cui giocare. Alla morte di Wing, Gizmo riesce ad uscire attraverso un buco nel muro. Un uomo lo vede e decide di portarlo al folle dottor Cushing Catetere, capo di uno dei laboratori di ricerca interni alla Clamp, perché lo usi come cavia. 
Billy viene presto a sapere che Gizmo si trova all'interno dell'edificio e riesce a portarlo via dalle grinfie del dottor Catetere. Lo nasconde poi in un cassetto, assicurandolo che Kate lo avrebbe portato a casa. Gizmo però esce dal cassetto e finisce per caso vicino ad un uomo delle pulizie che sta riparando un rubinetto che perde. Gizmo si bagna e dà vita a quattro nuovi malefici mogwai: Mohawk, George, Lenny e Daffy, che lo chiudono in un condotto di aerazione. Tre di loro si dirigono verso il centro della Clamp, mentre il quarto viene scambiato per Gizmo da Kate, che lo porta a casa. Billy si accorge dell'errore e torna alla Clamp insieme a Kate per cercare di fermare gli altri mogwai, che sono già riusciti a mangiare dopo la mezzanotte. Viene però arrestato mentre cerca di chiudere le tubazioni dell'acqua ed è deriso dal personale della Clamp quando li avverte del pericolo che stanno correndo. I mogwai riescono così a trasformarsi in gremlins ed il giorno dopo finiscono per far scattare il sistema antincendio a sprinkler, venendo investiti dall'acqua.
Ben presto l'intero palazzo è invaso da gremlins che combinano guai di ogni tipo: i mostriciattoli non si avventurano però all'esterno, per timore della luce solare che li ucciderebbe. Sfortunatamente alcuni di essi scoprono il laboratorio di ricerca e iniziano a ingerire tutto ciò che capita loro sottomano, scatenando in loro mutazioni incontrollabili. Tra di essi vi sono un gremlin che diventa intelligente e capace di parlare dopo aver ingerito un preparato con le cellule cerebrali, uno che cambia sesso trasformandosi in una vamp, un gremlin pipistrello e un altro che diventa un flusso di elettricità pura. Quest'ultimo, dopo aver folgorato a morte il dottor Catetere, viene poi intrappolato da Billy all'interno della rete telefonica del palazzo per evitare che faccia altri danni. Il leader dei Gremlins, Mohawk, con un ciuffo sulla testa come nel film precedente, si trasforma in seguito in un enorme ragno ed intrappola Kate e una collega di Billy in un'enorme ragnatela. Viene però eliminato da Gizmo, che nel frattempo si è liberato della sua prigionia.
Su suggerimento di Billy, i residenti della Clamp cercano di ingannare i gremlins facendo loro credere che fuori sia già buio, oscurando le vetrate con appositi tendoni. I mostriciattoli si radunano allora tutti nell'atrio principale preparandosi ad uscire, ma al momento di far cadere le tende per colpirli con la luce del sole un acquazzone improvviso oscura il cielo. A quel punto, se i gremlins uscissero dal palazzo si bagnerebbero sotto la pioggia e per l'intera città sarebbe la fine. Billy ha però un'idea: prima colpisce tutte le creature con un idrante, poi, proprio mentre i mostriciattoli si stanno moltiplicando, libera il gremlin elettrico. Tutti i gremlins, zuppi d'acqua, muoiono folgorati e gli occupanti della Clamp sono salvi. Billy e Kate, divenuti ormai grandi, sono ora in grado di prendersi cura di Gizmo, tenendolo al sicuro dagli occhi del mondo.
Nella scena finale si scopre però che il capo della sicurezza della Clamp è rimasto intrappolato in un bagno con la gremlin-vamp.

## Produzione

### Riprese
Le riprese del film si sono svolte dal 26 maggio 1989 al 1º novembre dello stesso anno presso i Warner Brothers Burbank Studios, a Boulevard e Burbank, alla Cattedrale di San Patrizio, a Times Square e Park Avenue di Manhattan.

## Colonna sonora
- Fats Domino – I'm Ready
- Jeff Beck – Sling Shot
- Jeff Beck – Situation
- Slayer – Angel of Death
- Johann Sebastian Bach – Toccata and Fugue in D Minor
- Tony Randall – New York, New York
- Bach - Air on the G String
- Thompson Twins – Bombers in the Sky
- Damn Yankees – Damn Yankees
- Jasmine Guy – Tuff Boy
- Private Life – Touch Me
- Gordon Lightfoot – If You Could Read My Mind
- Faith No More – Surprise! You're Dead!

## Distribuzione
L'uscita statunitense di Gremlins 2 - La nuova stirpe era inizialmente prevista per il 18 maggio 1990. "Erano già in onda gli spot televisivi", spiega il regista Joe Dante, "quando all'improvviso i dirigenti della Warner Bros. decisero di farlo uscire lo stesso giorno di 'Dick Tracy', perché temevano che quel film potesse surclassare al botteghino 'Batman', che all'epoca era il loro titolo con il maggiore incasso di sempre". L'uscita del film fu rimandata al 15 giugno 1990, con una distribuzione in 2.075 sale cinematografiche. La pellicola approdò nelle sale italiane il 26 ottobre dello stesso anno, con abbinato il cortometraggio d'animazione Box-Office Bunny.

### Edizioni home video
Per l'uscita in VHS, Joe Dante creò una nuova versione della scena in cui i Gremlins si impadroniscono della sala di proiezione e strappano la pellicola del film, prima di essere rimproverati da Hulk Hogan e rimediare a tale disordine. In questa versione alternativa della scena, è il nastro della videocassetta a subire dei danni, e i Gremlins saltano da un canale televisivo all'altro, dove tra le altre cose si scontrano con John Wayne. In Italia il film uscì in VHS nell'autunno 1991 su etichetta Warner Home Video.
L'edizione DVD, uscita il 23 novembre 2005, ripristina la versione originale cinematografica e contiene i seguenti contenuti speciali:
- Commento audio del regista Joe Dante e del produttore Mike Finnell
- Scene tagliate mai viste al cinema, con commento opzionale
- Attori difficili!
- Le gag
- Trailer cinematografico originale

Il film rimane inedito in Blu-ray Disc nel territorio italiano.

## Accoglienza

### Incassi
Negli Stati Uniti il film ha incassato complessivamente 41,48 milioni di dollari, tra cui 9,7 milioni nel weekend di apertura. Si posizionò ventinovesimo nella classifica dei maggiori incassi statunitensi del 1990.
A penalizzare gli incassi della pellicola fu, secondo Joe Dante, la decisione di rimandare l'uscita di un mese per fare concorrenza a Dick Tracy: "Decisero di posticipare l'uscita di 'Gremlins 2' in modo che debuttasse contro 'Dick Tracy'. Il problema fu che molte persone avevano già visto la prima ondata di spot televisivi, e quando furono rimessi in onda [indicando la nuova data], molti si chiesero 'ma non era già uscito?'. E così 'Dick Tracy' finì per sopraffarlo".
In Italia divenne il novantunesimo maggiore incasso della stagione cinematografica 1990-91.

### Critica
Il seguito fu accolto favorevolmente dalla critica, che ne apprezzò particolarmente la natura satirica.
Di seguito dei passaggi tratti da alcune delle recensioni italiane d'epoca:
"Il numero 2 è sempre rischioso,  soprattutto quando deve misurarsi con un originale perfetto nel dosaggio dell'orrore e della comicità; eppure bisogna riconoscere a Joe Dante  (sempre agli ordini di Spielberg) di aver saputo dare degno seguito alla saga dei mostriciattoli con le orecchie a sventola, combinando gigantismo spettacolare imposto dai 'seguiti' con i sapori acri della satira." - Michele Anselmi, l'Unità.
"Divertente, ben fatto, ricco di trovate, con gran trucchi ed effetti, è un match ironico fra mostri distruttori e capitalismo mostruoso". - Lietta Tornabuoni, La Stampa.
Negativo, invece, il parere di Morando Morandini per Il Giorno: "L'impressione finale è quella della sazietà, di un insulso spreco di energie, intelligenze, mezzi".

## Riconoscimenti
- 1991 - Saturn Award
  - Candidatura - Miglior film fantasy
  - Candidatura - Miglior colonna sonora a Jerry Goldsmith
  - Candidatura - Migliori effetti speciali a Rick Baker, Ken Pepiot e Dennis Michelson
  - Candidatura - Miglior attore non protagonista a John Glover
  - Candidatura - Miglior attore non protagonista a Robert Picardo
  - Candidatura - Miglior regia a Joe Dante

## Influenza culturale
Il film è parodistico e contiene innumerevoli riferimenti e citazioni. Ad esempio il critico strangolato con una pellicola da due gremlin mentre sta recensendo in maniera negativa il film Gremlins (come in realtà ha fatto) è Leonard Maltin, celebre critico cinematografico statunitense. O anche il gremlin-pipistrello che, nel tentativo di volare fuori dal laboratorio di genetica, sfonda un muro e lascia il marchio di Batman (prodotto appunto dalla Warner Bros.). Infine, ma non meno importante, Daniel Clamp e la Clamp Tower, palesi parodie dell'imprenditore statunitense Donald Trump e la Trump Tower. In una scena i gremlins interrompono il film al cinema rompendo la pellicola (lo stesso Gremlins 2) e il caposala, dopo le lamentele di una madre che non vuole far vedere i mostriciattoli, che hanno preso possesso del proiettore per vedere Biancaneve e i sette nani, alla figlia, va in sala e tra il pubblico scorge e chiede di parlare a brutto muso con loro al celebre wrestler Hulk Hogan, che fa rimettere il film in proiezione strappandosi la canottiera, la sua entrata sul ring nella WWE. Gizmo ucciderà la sua progenie malvagia a capo dei gremlins cattivi, Stripe, bruciandolo, lanciando da un arco artigianale realizzato con una graffetta una matita con un tubetto di colla come punta a cui dà fuoco, come se fosse una freccia incendiaria, imitando Rambo.

## Altri media
Diversi videogiochi dei gremlin sono basati in particolare sul secondo film.
- Gremlins 2: The New Batch (1990), platform per vari home computer
- Gremlins 2: The New Batch (1990), diverso dal precedente, per Game Boy
- Gremlins 2: The New Batch (1990), diverso dai precedenti, per NES
- Gremlins 2: The New Batch (1991), diverso dai precedenti, per DOS

## Sequel
Dopo l'incredibile successo riscosso da Gremlins e Gremlins 2 - La nuova stirpe, la Warner Bros. ha in studio la realizzazione di un terzo episodio da anni, ma non è riuscita ad avviarne la produzione.
Durante la produzione di Gremlins 2, all'attore Keye Luke (nel film è Mr. Wing, proprietario originale di Gizmo) venne detto che il suo personaggio sarebbe stato ucciso a inizio film per mancanza di tempo sul girato, ma gli fu assicurata una comparsa seppur lieve in un possibile terzo film sotto forma di flashback.
Dal progetto di un terzo film si è dissociato Joe Dante, ideatore e regista dei primi due, poiché secondo lui la casa di produzione detiene solo i diritti cinematografici dei personaggi ma non conosce abbastanza il soggetto per trarne una buona opera e che l'idea di rifare troppi film o lavorare a tanti seguiti non è il modo migliore per continuare la saga, nonostante lo studio abbia intenzioni serie sul proseguimento di Gremlins. Dante ha dichiarato di essere stato chiamato una volta per riprendere la regia ma di aver declinato l'offerta dopo la brutta esperienza avuta con la WB nel 2003 con Looney Tunes: Back in Action.
Il produttore dei due film, Chris Columbus, ha dichiarato ad agosto 2017 di aver terminato la sceneggiatura, affermando che la grafica computerizzata sarà minima.